# Wisconsin Rapids
Wisconsin Rapids es una ciudad ubicada en el condado de Wood en el estado estadounidense de Wisconsin. En el Censo de 2010 tenía una población de 18.367 habitantes y una densidad poblacional de 483,34 personas por km². Está situada sobre el curso medio del río Wisconsin. 

## Geografía
Wisconsin Rapids se encuentra ubicada en las coordenadas 44°23′35″N 89°49′36″O / 44.39306, -89.82667. Según la Oficina del Censo de los Estados Unidos, Wisconsin Rapids tiene una superficie total de 38 km², de la cual 35.8 km² corresponden a tierra firme y (5.79%) 2.2 km² es agua.

## Demografía
Según el censo de 2010, había 18.367 personas residiendo en Wisconsin Rapids. La densidad de población era de 483,34 hab./km². De los 18.367 habitantes, Wisconsin Rapids estaba compuesto por el 92.23% blancos, el 0.72% eran afroamericanos, el 0.96% eran amerindios, el 3.66% eran asiáticos, el 0.02% eran isleños del Pacífico, el 0.93% eran de otras razas y el 1.48% pertenecían a dos o más razas. Del total de la población el 2.91% eran hispanos o latinos de cualquier raza.